# Strobilanthes atropurpurea
Strobilanthes atropurpurea är en akantusväxtart som beskrevs av Christian Gottfried Daniel Nees von Esenbeck. Strobilanthes atropurpurea ingår i släktet Strobilanthes och familjen akantusväxter. Utöver nominatformen finns också underarten S. a. stenophylla.